# 希特達爾 (明尼蘇達州)
希特達爾（英語：Hitterdal，/ˈhɪtərdɑːl/ HIT-ər-dahl）是一個位於美國明尼蘇達州克萊縣的城市。

## 人口
根據2020年美國人口普查的數據，希特達爾的面積為2.42平方千米，當中陸地面積為2.22平方千米，而水域面積為0.19平方千米。當地共有人口199人，而人口密度為每平方千米82人。